# Mustapha Hadji
Mustapha Hadji (Ifrane de l’ Anti-Atlas , 16 november 1971) is een Marokkaans voormalig profvoetballer die doorgaans als aanvaller speelde. Hij speelde voor clubs als Sporting Portugal, Deportivo La Coruña, Coventry City FC en Aston Villa FC. Hij werd in 1998 uitgeroepen tot Afrikaans voetballer van het jaar. Hadji speelde 63 interlands voor het Marokkaans voetbalelftal en scoorde daarin 13 keer.

## Clubcarrière
Hadji begon zijn profloopbaan in 1992 bij het Franse AS Nancy. In 1996 maakte hij de overstap naar Sporting Lissabon. Na één seizoen vertrok Hadji alweer bij de Portugese topclub om bij Deportivo La Coruña in Spanje te spelen. In 1999 ging hij naar de Engelse Premier League, waar Hadji speelde voor Coventry City (1999-2001) en Aston Villa (2001-2004). Halverwege het seizoen 2003/2004 keerde Hadji terug naar Spanje om voor een halfjaar bij Espanyol te tekenen. Onderhandelingen tussen Hadji en Espanyol over verlenging van het contract liepen op niets uit en Hadji besloot naar Al Ain FC in de Verenigde Arabische Emiraten te gaan. In 2005 keerde hij echter alweer terug naar Europa om voor 1. FC Saarbrücken uit de 2. Bundesliga te gaan spelen. In 2010 beëindigde hij zijn loopbaan bij Fola Esch in Luxemburg.

## Interlandcarrière
Tijdens het WK van 1994 speelde Hadji in alle drie de groepswedstrijden voor Marokko, twee keer als invaller. In de derde wedstrijd van Marokko tegen Nederland gaf Hadji de assist op de gelijkmaker van Hassan Nader. Desondanks verloor Marokko alle drie de groepswedstrijden en was uitgeschakeld. Hadji scoorde een geweldig doelpunt in de 2-2 gelijkspelwedstrijd van Marokko tegen Noorwegen op het WK van 1998, maar Marokko kon zich opnieuw niet kwalificeren voor de knock-outfase. Hij werd na het WK in Frankrijk uitgeroepen tot Afrikaans voetballer van het jaar.
Verder kwam Hadji in actie op de Afrika Cup van 1998 waar hij vier keer speelde en één keer scoorde en op de Afrika Cup van 2000. Daarop kwam hij één keer in actie.
Hadji speelde in de periode 1993-2004 in totaal 63 wedstrijden voor de Marokkaanse nationale ploeg, daarin scoorde hij dertien keer.

## Clubstatistieken
| seizoen | club                | land                         | competitie          | duels | goals |
| ------- | ------------------- | ---------------------------- | ------------------- | ----- | ----- |
| 1992/93 | AS Nancy            | Frankrijk                    | Championnat Ligue 2 | 32    | 6     |
| 1993/94 | AS Nancy            | Frankrijk                    | Championnat Ligue 2 | 37    | 11    |
| 1994/95 | AS Nancy            | Frankrijk                    | Championnat Ligue 2 | 28    | 3     |
| 1995/96 | AS Nancy            | Frankrijk                    | Championnat Ligue 2 | 42    | 11    |
| 1996/97 | Sporting Lissabon   | Portugal                     | SuperLiga           | 26    | 3     |
| 1997/98 | Sporting Lissabon   | Portugal                     | SuperLiga           | 1     | 0     |
| 1997/98 | Deportivo La Coruña | Spanje                       | Primera División    | 10    | 0     |
| 1998/99 | Deportivo La Coruña | Spanje                       | Primera División    | 21    | 2     |
| 1999/00 | Coventry City       | Engeland                     | Premier League      | 33    | 6     |
| 2000/01 | Coventry City       | Engeland                     | Premier League      | 29    | 6     |
| 2001/02 | Aston Villa         | Engeland                     | Premier League      | 23    | 2     |
| 2002/03 | Aston Villa         | Engeland                     | Premier League      | 11    | 0     |
| 2003/04 | Aston Villa         | Engeland                     | Premier League      | 1     | 0     |
| 2003/04 | Espanyol            | Spanje                       | Primera División    | 16    | 1     |
| 2004/05 | Al Ain FC           | Verenigde Arabische Emiraten | Liga van de VAE     | 15    | 5     |
| 2005/06 | 1. FC Saarbrücken   | Duitsland                    | 2. Bundesliga       | 30    | 4     |
| 2006/07 | 1. FC Saarbrücken   | Duitsland                    | 2. Bundesliga       | 24    | 6     |
| 2007/08 | Fola Esch           | Luxemburg                    | Promotion d'Honneur | 25    | 17    |
| 2008/09 | Fola Esch           | Luxemburg                    | Nationaldivision    | 17    | 7     |
| 2009/10 | Fola Esch           | Luxemburg                    | Nationaldivision    | 2     | 1     |

## Erelijst
Clubs
 Aston Villa
- UEFA Intertoto Cup: 2001

Persoonlijk
- Afrikaans voetballer van het jaar: 1998